# سعود فرج
سعود فرج مرزوق النعيمي (مواليد 6 أبريل 1991، لاعب كرة قدم إماراتي يجيد اللعب كمهاجم.
لعب مع نادي الجزيرة في الفئات السنية و لعب بعدها مع نادي اتحاد كلباء ونادي الشعب ونادي الإمارات ونادي عجمان ونادي البطائح ونادي مصفوت ونادي الحمرية.